# Val d’Illiez
Das Val d’Illiez ist ein ca. 13 km langes Seitental im Bezirk Monthey des Schweizer Kanton Wallis. Es wird von der Vièze und mehreren Bächen durchflossen. Es mündet bei Monthey in das Tal der Rhone und wird im Südosten begrenzt durch die Dents du Midi, im Süden durch die Dents Blanches. Bei Troistorrents zweigt das Val de Morgins zum Pas de Morgins ab, über den die Strasse in die französische Gemeinde La Chapelle-d’Abondance führt. Die politischen Gemeinden des Val d’Illiez sind vom Taleingang aus gesehen Troistorrents, Val-d’Illiez und Champéry.
Die Wirtschaft des Tales bestand aus Landwirtschaft, Viehzucht, Milch- und Waldwirtschaft und wandte sich Mitte des 19. Jahrhunderts dem Kurtourismus zu, im 20. Jahrhundert setzte eine starke touristische Entwicklung ein, die Skiorte des Tals sind mit anderen, auch französischen Orten zum Skigebiet Portes du Soleil zusammengeschlossen. Seit 1908 ist das Tal durch die Monthey–Champéry–Morgins-Bahn (MCM) erschlossen, die seit 1946 als Chemin de fer Aigle–Ollon–Monthey–Champéry betrieben wird.